# Antonio López Sierra
Antonio López Sierra (Badajoz, 16 de junio de 1913 - Madrid, 1986) fue un verdugo español que ocupó la plaza titular en la Audiencia Territorial de Madrid entre los años 1949 y 1975.

## Biografía
Antonio López Sierra era natural de Badajoz, donde nació en el seno de una humilde familia de seis hijos. A los 17 años contrae matrimonio. Para ganarse la vida trabajó de albañil, pero también estuvo implicado en actividades delictivas que le llevaron a la cárcel durante unos meses por el robo en una gasolinera. En 1936 se alista como soldado del bando sublevado durante la guerra civil española, después fue como voluntario a Rusia con la División Azul, recalando posteriormente en Berlín, donde pasó una temporada trabajando de barrendero. Al regreso de Alemania, sigue sin estabilizar su vida. Estuvo unos meses recorriendo las ferias de su tierra vendiendo caramelos y haciendo pequeñas estafas, contrabando y estraperlo, junto con su amigo y después compañero de oficio Vicente López Copete.
Ambos ingresaron en el cuerpo en el año 1949, por mediación de un inspector de policía de Badajoz. Hasta su retirada del servicio, López Sierra ajustició a una veintena de reos. Aceptó el trabajo porque según él, Me da lo mismo que sea verdugo, que sea lo que sea, mientras me dé de comer. La primera actuación de este verdugo fue como ayudante de Bernardo Sánchez Bascuñana.
El primero de los reos ejecutados por López Sierra fue Ramón Oliva Márquez, apodado "Monchito", de 22 años y que fue condenado a muerte por robo con homicidio en 1952. Este caso fue una de las causas célebres más importantes de aquella época, y el desarrollo de los hechos fue seguido por la prensa con inusitado interés. López Sierra recibió una gratificación de 60 pesetas por el trabajo.
Entre sus ejecuciones más famosas se encuentran la de Pilar Prades Expósito, la envenenadora de Valencia, y la del conocido asesino José María Jarabo, condenado por dar muerte a cuatro personas. Estos dos casos fueron de lo más controvertido, y quienes han reunido información sobre el tema han cuestionado la profesionalidad en la actuación de López Sierra. En el caso de Pilar Prades, se vio presionado por el hecho de tener que ejecutar a una mujer (se dice que atiborrado de tranquilizantes), según su propio testimonio en el documental Queridísimos verdugos. Lo cierto es que no era la primera vez que le tocaba tal tarea, pues en 1954, en Valencia, ajustició a Teresa Gómez, con lo que no queda muy clara esa reluctancia a la hora de dar muerte a una mujer. La escena final de la película de Luis García Berlanga El verdugo parece un cruel remedo de lo que ocurrió en la ejecución de Pilar Prades.
En la ejecución de Jarabo, la portentosa fuerza física del reo (que tenía un cuello más grande de lo normal) y la presunta embriaguez del verdugo (que excusó alegando rumores de sentirse amenazado de muerte) provocaron que la muerte llegara al cabo de más de veinte minutos de retorcimientos y convulsiones, según dijo el abogado defensor de Jarabo.
Asistió como ayudante en la ejecución de Santiago Viñuelas Mañero, reo que llegó a estrecharle la mano porque le conocía. Más adelante se dio el caso de tener que ejecutar a otro conocido suyo, Jesús Ríos.
Su última actuación, probablemente la más recordada, tuvo lugar en la Cárcel Modelo de Barcelona, donde agarrotó al militante anarquista Salvador Puig Antich el 2 de marzo de 1974.
No estuvo tampoco exenta de polémica su última misión, que en principio ni siquiera le correspondía. Su compañero Vicente López Copete, apartado del servicio, era quien debía haberla llevado a cabo, pero fue López Sierra el designado. Parece que no le resultó fácil actuar con la celeridad requerida porque había bebido más de la cuenta. López Sierra no acertó a encajar bien las piezas del garrote vil, lo que alargó angustiosamente la muerte de Puig Antich.
Retirado del servicio, se empleó como portero de fincas en Madrid, donde vivía modestamente con su mujer en el barrio de Malasaña. El periodista Javier Rioyo recordaba a López Sierra como un hombre derrotado, con pocos amigos, que vivía con su esposa en un piso "donde lo único que parecía vivo era un pajarito que tenían". Murió en 1986, a la edad de 73 años.

## Cultura popular
En el año 1968, López Sierra participó como actor en una película de origen francés llamada O Salto, del director Christian de Chalonge, en la que interpretó un papel desconocido.
Basilio Martín Patino reflejó en su documental de 1977, Queridísimos verdugos, el quehacer y la vida de los tres verdugos que trabajaban en esos años en España. En dicho film se les puede ver y oír hablar de su trabajo con una sorprendente naturalidad. López Sierra afirma que "este es un oficio como cualquier otro" o "pues bueno, mira, lo mismo me da que sea verdugo, lo que sea lo que sea, en tanto me dé de comer". Basilio Martín Patino trató a López Sierra en los cinco días de rodaje de su documental. "Hablaba con ternura de su mujer y de un perrito que tenían, pero también tenía actitudes irracionales y decía barbaridades."
En la película Salvador es interpretado por el actor Fernando Ransanz, quien se presenta en la cárcel como "Antonio López Guerra".
En enero de 2013, un radiodocumental de RNE elige su figura para narrar el oficio de verdugo en la España franquista.

## Ejecuciones
Las siguientes personas fueron ejecutadas en el garrote vil por López Sierra. Fue el que realizó las ejecuciones desde 1952 hasta 1974 junto con Bernardo Sánchez Bascuñana, Vicente López Copete y José Monero Renomo.
- Ramón Oliva Márquez, "Monchito" (Madrid, 17 de marzo de 1952)
- Vicente Ortega Miguel (Madrid, 14 de junio de 1952)
- Marcial Martínez Marrón (Madrid, 14 de junio de 1952)
- Florentino Lluva Macho (Guadalajara, 18 de junio de 1952)
- Teresa Gómez Rubio (Valencia, 16 de febrero de 1954)
- Carlos Soto Gutiérrez, el asesino de Ribarroya (Soria, 5 de febrero de 1955)
- Esteban Guillén González (Valencia, 23 de marzo de 1955)
- Jesús Silva Partido (Badajoz, 18 de junio de 1955)
- Julio López Guixot, el autor del crimen de las quinielas (Alicante, 22 de julio de 1958)
- Antonio Campos Tejón (Madrid, 27 de diciembre de 1958)
- Pilar Prades Santamaría, la envenenadora de Valencia (Valencia, 11 de mayo de 1959)
- José María Jarabo, "Jarabo" (Madrid, 4 de julio de 1959)
- Antonio Abad Donoso (Madrid, 8 de marzo de 1960)
- Joaquín Delgado Martínez (Madrid, 17 de agosto de 1963)
- Antonio Rafael Gil Guirado (Valencia, 28 de mayo de 1966)
- Jesús Ríos Romero (Madrid, 3 de diciembre de 1966)
- Salvador Puig Antich, militante anarquista (Barcelona, 2 de marzo de 1974)